# Marcelo Fronckowiak
Marcelo Ricardo Fronckowiak (ur. 14 marca 1968 w Porto Alegre) – brazylijski trener siatkarski pochodzenia polskiego. Od sezonu 2018/2019 do 2020/2021 był trenerem Cuprum Lubin.
Jego polscy przodkowie wyemigrowali z Polski pod koniec XIX wieku, około 1884 roku, w czasie kiedy Polska była pod zaborami, gdy wielka fala emigracji miała miejsce i była nazywana w historii jako gorączka brazylijska. Jego dziadek mówił po polsku.

## Sukcesy trenerskie

### klubowe
Mistrzostwo Brazylii:
- 2003, 2013
- 2004
- 2012

Puchar CEV:
- 2022[6]
- 2005

Mistrzostwo Francji:
- 2023[7], 2025[8]
- 2009, 2022[9]

Puchar Francji:
- 2023[10]

Superpuchar Francji:
- 2023[11]